# Weihwasser Joe
Weihwasser Joe (Originaltitel: Acquasanta Joe) ist ein Italowestern von Mario Gariazzo aus dem Jahr 1971.

## Handlung
Während des amerikanischen Bürgerkrieges nutzt der abtrünnige Südstaatenoffizier Donovan die Gelegenheit, mit seinen Leuten eine große Kanone zu stehlen und damit Banken zu überfallen. Die Armee engagiert den Kopfgeldjäger Weihwasser Joe, der zunächst dafür sorgt, dass Charlie Bennett, einer von Donovans Leuten, die Beute wieder zur Bande zurückbringt – Bennett hatte sich mit der Beute verselbständigt. Danach spielt Joe die Banditen und die Armee gegeneinander aus, sodass ihm das Geld bleibt.

## Kritiken
Für Ulrich P. Bruckner ist Weihwasser Joe ein „ziemlich schlechter Western mit konfuser Handlung“, während Christian Keßler positiv anmerkt: „Immerhin wird Harrison von Klaus Löwitsch gesprochen... der Humor ist von der ruppigen Art. Nicht viel, aber davon reichlich.“.
Die italienischen Kritiker waren ebenfalls wenig begeistert: „Der mit knappem Budget von Mario Gariazzo gefertigte Film könnte einer aus der Reihe unkonventioneller Spaghettiwestern sein, würde er nicht seine umständliche Handlung durch endlose Schießereien und ein paar Gimmicks verschleiern, sodass er nur gewollt daherkommt und wenig Anklang findet“, schrieb L. Autera und Segnalazioni Cinematografiche meinten gar: Schlecht gemacht und mit noch schlechteren Ideen. Die Figurenzeichnung ist völlig substanzlos. Auch das Lexikon des internationalen Films riet ab: „Wenig origineller, holprig inszenierter Italowestern, der mit vordergründigem schwarzem Humor und schnoddrigen Dialogen über die Runden zu kommen versucht.“

## Bemerkungen
- Eine weitere Verwertung des Filmes als Fotoromanzo erschien in Frankreich (Ciné Colt Star No. 43, 1973)[6]